# Windheimer Marsch
Das Naturschutzgebiet Windheimer Marsch ist rund 90 Hektar groß. Es liegt auf der rechten Weserseite im Naturraum des Wesertales westlich des Stadtteiles Windheim der Stadt Petershagen, ist Teil des EG-Vogelschutzgebietes „Weseraue“ und wird unter der Bezeichnung MI-068 geführt. Als Teilbereich dieses Vogelschutzgebietes ist die Windheimer Marsch Bestandteil des Netzes besonderer Schutzgebiete Natura 2000. 
Die sechs durch Kiesabgrabung entstandenen Stillgewässer prägen das Naturschutzgebiet durch naturnahe Uferstrukturen mit Flachufern, Halbinseln und Röhrichten. Im nördlichen Bereich befinden sich extensiv genutztes Grünland und Büsche. Mehrere Kleingewässer ergänzen das Biotopmosaik.
Bedeutung erlangt die Windheimer Marsch durch die ganzjährige Funktion als Brut-, Rast-, Mauser- und Überwinterungsplatz. Zu den hier anzutreffenden Wat- und Wasservögeln gehören unter anderem der Flussregenpfeifer, die Flussseeschwalbe, die Waldsaatgans und der Gänsesäger. Etliche der hier lebenden Vogelarten stehen auf der Roten Liste des Landes Nordrhein-Westfalen.
Die in der Umgebung des Gebietes brütenden Weißstörche stellen für Ostwestfalen-Lippe eine Besonderheit dar.